# Southern Company Gas
Southern Company Gas, tidigare AGL Resources, Inc., är ett amerikanskt holdingbolag inom energisektorn som äger sju naturgasföretag i Atlanta Gas Light (Georgia), Chattanooga Gas (Tennessee), Florida City Gas (Florida), Elizabethtown Gas (New Jersey), Elkton Gas (Maryland), Nicor Gas (Illinois) och Virginia Natural Gas (Virginia). De har omkring 4,5 miljoner kunder varav cirka 1,1 miljoner är företagskunder i de nämnda delstaterna.
Den 24 augusti 2015 meddelade konkurrenten Southern Company att man skulle fusioneras med AGL Resources och där Southern skulle stå som formell köpare. Affären var värd uppemot $12 miljarder. Den blev officiellt slutförd den 1 juli 2016 efter att delstatliga konkurrensmyndigheter godkände affären.